# Didemnum gemmiparum
Didemnum gemmiparum är en sjöpungsart som beskrevs av Romanov 1976. Didemnum gemmiparum ingår i släktet Didemnum och familjen Didemnidae. Inga underarter finns listade i Catalogue of Life.